# جونینیو (بازیکن فوتبال، زاده ۱۹۷۷)
جونینیو (پرتغالی: Juninho؛ زادهٔ ۱۵ سپتامبر ۱۹۷۷) بازیکن فوتبال اهل برزیل بود.
از باشگاه‌هایی که در آن بازی کرده‌است می‌توان به باشگاه ورزشی باهیا، باشگاه فوتبال کاوازاکی فرونتال، باشگاه فوتبال کاشیما آنتلرز، و باشگاه فوتبال پالمیراس اشاره کرد.
وی همچنین در تیم ملی فوتبال زیر ۲۰ سال برزیل بازی کرده‌است.